# Daknamstadion
El Daknamstadion es un estadio multiusos ubicado en la ciudad de Lokeren, Provincia de Flandes Oriental en Bélgica, debe su nombre al distrito Daknam que es un suburbio de Lokeren. Es utilizado para partidos de fútbol y en el disputa sus juegos el club KSC Lokeren desde 2020, anteriormente fue sede del histórico club Sporting Lokeren que llegó a jugar competiciones europeas. Fue inaugurado en 1956 y tiene una capacidad para 10 000 espectadores.
Alrededor de los años 1980 el estadio llegó a tener su máxima capacidad, para aproximadamente 18 000 personas, posteriormente y por razones de seguridad la capacidad ha ido disminuyendo hasta las actuales 10 000.

## Historia
El Estadio Daknam ha sido un importante recinto deportivo en la región desde la década de 1950. Originalmente se inauguró como "Stedelijk Stadion" (Estadio Municipal) y era propiedad del Ayuntamiento de Lokeren. En sus inicios, se utilizó para diversas actividades deportivas, como carreras de galgos, competiciones de atletismo y fútbol amateur, incluyendo equipos de bomberos y policía. Debido a su creciente reputación, el estadio adquirió rápidamente el nombre informal de "Estadio Daknam", que posteriormente adoptó oficialmente.
En 1956, el estadio se amplió con una tribuna con capacidad para entre 600 y 700 espectadores. En 1970, el Koninklijke Racing Club Lokeren y el Standaard FC Lokeren se fusionaron para formar el KSC Lokeren, que utilizó el estadio Daknam como local. Esta alianza se mantuvo hasta la quiebra del club en 2020. Posteriormente, se fundó el club sucesor, el KSC Lokeren-Temse, que continuó utilizando el estadio. El Club NXT, el equipo reserva del Club Brugge, también disputó partidos en el Daknamstadion durante este periodo.